# Сто фамилий
Сто фами́лий (также «Все фамилии», «Фамилии ста семей», «Байцзяси́н»; кит. 百家姓, пиньинь Bǎijiāxìng, палл. Байцзясин) — рифмованный список китайских фамилий. Широко известен в Китае, так как служил учебным текстом для заучивания иероглифов наизусть. Создан в начале эпохи Северная Сун. Автор неизвестен. Вначале список состоял из 411 фамилий, затем был дополнен до 504, среди них состоящих из одного иероглифа — 444, из двух — 60.
Считается, что первые четыре фамилии «Чжао, Цянь, Сунь, Ли» расположены в порядке, указывающем на правителей времен составления списка: 
1. Чжао (趙) — фамилия императоров империи Сун,
2. Цянь (錢) — фамилия ванов царства У-юэ[вд],
3. Сунь (孫) — фамилия королевы Sun Taizhen[англ.], жены вана Цяня[вд],
4. Ли (李) — фамилия ванов царства Южная Тан.

Последовательность фамилий не отражает их реальную распространённость, а подобрана в соответствии с рифмой, лёгкостью произношения в составе списка. «Сто фамилий» наряду с «Тысячесловием» и «Троесловие» составляет тройку самых популярных мнемонических текстов для обучения грамоте и для запоминания иероглифов, сокращенно именуемую «Три, сто, тысяча».

## Текст Байцзясин
| 百 家 姓    |             |             |             |
| 趙 錢 孫 李 | 周 吳 鄭 王 | 馮 陳 褚 衛 | 蔣 沈 韓 楊 |
| 朱 秦 尤 許 | 何 呂 施 張 | 孔 曹 嚴 華 | 金 魏 陶 姜 |
| 戚 謝 鄒 喻 | 柏 水 竇 章 | 雲 蘇 潘 葛 | 奚 范 彭 郎 |
| 魯 韋 昌 馬 | 苗 鳳 花 方 | 俞 任 袁 柳 | 酆 鮑 史 唐 |
| 費 廉 岑 薛 | 雷 賀 倪 湯 | 滕 殷 羅 畢 | 郝 鄔 安 常 |
| 樂 于 時 傅 | 皮 卞 齊 康 | 伍 余 元 卜 | 顧 孟 平 黃 |
| 和 穆 蕭 尹 | 姚 邵 湛 汪 | 祁 毛 禹 狄 | 米 貝 明 臧 |
| 計 伏 成 戴 | 談 宋 茅 龐 | 熊 紀 舒 屈 | 項 祝 董 梁 |
| 杜 阮 藍 閔 | 席 季 麻 強 | 賈 路 婁 危 | 江 童 顏 郭 |
| 梅 盛 林 刁 | 鍾 徐 邱 駱 | 高 夏 蔡 田 | 樊 胡 凌 霍 |
| 虞 萬 支 柯 | 昝 管 盧 莫 | 經 房 裘 繆 | 干 解 應 宗 |
| 丁 宣 賁 鄧 | 郁 單 杭 洪 | 包 諸 左 石 | 崔 吉 鈕 龔 |
| 程 嵇 刑 滑 | 裴 陸 榮 翁 | 荀 羊 於 惠 | 甄 麴 家 封 |
| 芮 羿 儲 靳 | 汲 邴 糜 松 | 井 段 富 巫 | 烏 焦 巴 弓 |
| 牧 隗 山 谷 | 車 侯 宓 蓬 | 全 郗 班 仰 | 秋 仲 伊 宮 |
| 寧 仇 欒 暴 | 甘 鈄 厲 戎 | 祖 武 符 劉 | 景 詹 束 龍 |
| 葉 幸 司 韶 | 郜 黎 薊 薄 | 印 宿 白 懷 | 蒲 邰 從 鄂 |
| 索 咸 籍 賴 | 卓 藺 屠 蒙 | 池 喬 陰 鬱 | 胥 能 蒼 雙 |
| 聞 莘 黨 翟 | 譚 貢 勞 逄 | 姬 申 扶 堵 | 冉 宰 酈 雍 |
| 郤 璩 桑 桂 | 濮 牛 壽 通 | 邊 扈 燕 冀 | 郟 浦 尚 農 |
| 溫 別 莊 晏 | 柴 瞿 閻 充 | 慕 連 茹 習 | 宦 艾 魚 容 |
| 向 古 易 慎 | 戈 廖 庾 終 | 暨 居 衡 步 | 都 耿 滿 弘 |
| 匡 國 文 寇 | 廣 祿 闕 東 | 歐 殳 沃 利 | 蔚 越 夔 隆 |
| 師 鞏 厙 聶 | 晁 勾 敖 融 | 冷 訾 辛 闞 | 那 簡 饒 空 |
| 曾 毋 沙 乜 | 養 鞠 須 豐 | 巢 關 蒯 相 | 查 后 荊 紅 |
| 游 竺 權 逯 | 蓋 益 桓 公 | 万俟 司馬   | 上官 歐陽   |
| 夏侯 諸葛   | 聞人 東方   | 赫連 皇甫   | 尉遲 公羊   |
| 澹臺 公冶   | 宗政 濮陽   | 淳于 單于   | 太叔 申屠   |
| 公孫 仲孫   | 軒轅 令狐   | 鐘離 宇文   | 長孫 慕容   |
| 鮮于 閭丘   | 司徒 司空   | 亓官 司寇   | 仉 督 子車  |
| 顓孫 端木   | 巫馬 公西   | 漆雕 樂正   | 壤駟 公良   |
| 拓拔 夾谷   | 宰父 穀粱   | 晉 楚 閆 法 | 汝 鄢 涂 欽 |
| 段干 百里   | 東郭 南門   | 呼延 歸 海  | 羊舌 微生   |
| 岳 帥 緱 亢 | 況 後 有 琴 | 梁丘 左丘   | 東門 西門   |
| 商 牟 佘 佴 | 伯 賞 南宮  | 墨 哈 譙 笪 | 年 愛 陽 佟 |
| 第五 言 福  | 百 家 姓 終 |             |             |